# Кантри-поп
Кантри-поп (англ. Country pop) — поджанр кантри-музыки.

## История

### Начало: Нэшвилл-саунд
Воссоединение кантри и попа началось в 1950-х годах, когда студийные руководители Чет Аткинс и Оуэн Брэдли захотели создать новый вид музыки для молодой толпы, выросшей после того как «рокабилли украл большую часть молодёжной аудитории музыки кантри». По словам Билла Айви, этот инновационный жанр возник в Нашвилле, штат Теннесси, и поэтому стал известен как Нэшвилл-саунд. Он считает, что «после устранения скрипки и банджо, Нэшвилл-саунд по звучанию часто больше был похож на поп, чем на кантри». Пэтси Клайн, Джим Ривз и Эдди Арнольд были одними из самых популярных артистов в это время. Первые певцы этого жанра, Джим Ривз и Эдди Арнольд имели широкое признание как в кантри, так и в поп-музыке. Оба артиста оказали большое влияние на Элвиса Пресли, что проявлялось в светских песнях, и тем более в песнях жанра кантри-госпел. Первая певица жанра кантри-поп, Пэтси Клайн, стала известна в начале 1960-х. Она создала целую новую породу кантри-певиц, таких как Линн Андерсон, Кристал Гейл и Шанайя Твейн, которые приобрели особое значение в последующие годы.

### Кантри-поп в конце 1970-х и 1980-х
Первое широкое признание кантри-поп получил в 1970-х годах. Всё началось с поп-артистов, таких как Глен Кэмпбелл, Джон Денвер, Оливия Ньютон-Джон и Энн Мюррей, чьи песни имели успех в кантри-чартах. Композиции, такие как песня Кэмпбелла «Rhinestone Cowboy» были в числе одних из самых больших хитов в истории кантри-музыки.

## Представители кантри-попа
| - Alabama - Florida Georgia Line - Ha*Ash - Lady Antebellum - Lonestar - Sugarland - The Band Perry - The Civil Wars - Барбара Мандрелл - Билли Рэй Сайрус - Блейк Шелтон - Гарт Брукс - Глен Кэмпбелл - Джессика Симпсон - Джо Ди Мессина - Джон Денвер - Долли Партон - Дотти Уэст - Дэнни Гоки - Келли Кларксон - Келли Пиклер - Кенни Роджерс - Кит Урбан - Кристал Гейл | - Кэрри Андервуд - Кэсседи Поуп - Линн Андерсон - Ли Энн Вумэк - Лиэнн Раймс - Лорен Элейна - Люк Брайан - Мартина Макбрайд - Миранда Ламберт - Оливия Ньютон-Джон - Риба Макинтайр - Ронни Милсап - Сара Эванс - Скитер Дэвис - Тейлор Свифт - Фэйт Хилл - Фэрон Янг - Хантер Хейз - Чарли Рич - Шанайя Твейн - Эдди Рэббитт - Элтон Джон - Энн Мюррей |